# Médenine Sud
La delegació o mutamadiyya de Médenine Sud (àrab: معتمدية مدنين الجنوبية, muʿtamadiyyat Madanīn al-Janūbiyya) Médenine Sud és una delegació de la governació de Médenine, que s'estén des de la ciutat de Médenine, la capital, cap al nord-est, fins al golf de Boughrara, i cap al sud-oest, fins a la governació de Tataouine. La població és de 48.130 habitants el 2004.

## Economia
L'economia és agrícola però a la costa, al port de Gightis, on hi ha unes ruïnes romanes, el turisme s'hi ha desenvolupat.

## Administració
La delegació o mutamadiyya, amb codi geogràfic 52 52 (ISO 3166-2:TN-12), està dividida en deu sectors o imades:
- Mednine Sud (52 52 51)
- Mednine Est (52 52 52)
- El Labba (52 52 53)
- Hessi Amor (52 52 54)
- Oued Esseder (52 52 55)
- Hessi Mednine (52 52 56)
- Darghoulia (52 52 57)
- Souitir (52 52 58)
- Nouvelle Amra (52 52 59)
- Bou-Ghrara (52 52 60)

Al mateix temps, forma una de les circumscripcions o dàïres (52 11 12) de la municipalitats o baladiyyes de Médenine (52 11).